# Des Visages Des Figures
Des Visages des Figures — альбом французького рок-гурту Noir Désir. Він був випущений у Франції та інших країнах Європи 11 вересня 2001 року. Виявилося, що це була остання студійна робота гурту. Noir Désir було офіційно розпущено в листопаді 2010 року.
У 2001 році група отримала п'ять номінацій на премію «Перемога в музиці», вигравши як найкращий рок-альбом року за Des Visages des Figures, так і музичне відео року для «Le vent nous portera». Під час цього заходу Бертран Канта зачитав промову від імені гурту, звернену до Жан-Марі Мессьє, тодішнього генерального директора Vivendi, групи, яка нещодавно придбала звукозаписну компанію Нуара Дезіра, Universal, і (за його словами) використовувала групу ім'я та репутацію, щоб якимось чином приховати спотворення французької культури заради прибутку, закінчуючи фразою "і якщо ми вирушили на одну планету, ми точно не з одного світу", що викликало численні коментарі в ЗМІ.
У 2010 році французьке видання журналу Rolling Stone назвало цей альбом 60-м найкращим французьким рок-альбомом (зі 100).
Усю музику написав Noir Désir, де не зазначено інше. Тексти написані Бертраном Кантатом, де не вказано інше. Ману Чао грає на гітарі в "Le vent nous portera", серед багатьох музикантів, які беруть участь в альбомі.

## Композиції
Усі треки Noir Désir
1. L'Enfant Roi (6:03)
2. Le Grand Incendie (4:36)
3. Le Vent Nous Portera (4:48)
4. Des Armes (2:48)
5. L'Appartement	(4:11)
6. Des Visages Des Figures (5:14)
7. Son Style 1 (2:06)
8. Son Style 2 (2:31)
9. A L'Envers À L'Endroit	(4:07)
10. Lost (3:23)
11. Bouquet De Nerfs (5:13)
12. L'Europe (23:44)

Продюсери: Нік Сансано, Нуар Дезір, Жан Ламут і Акош Селевеньї.

## Персоналії

### Noir Désir
- Бертран Канта — вокал, синтезатор, акустична гітара, гітара, губна гармошка, перкусія, піаніно, труба, голоси, діджеріду
- Серж Тіссо-Ґе — електрогітара, акустична гітара, синтезатор, семплування, бек-вокал
- Жан-Поль Руа — бас, синтезатор, синтезатор бас-гітари, бек-вокал
- Денис Барт — ударні, перкусія, бубон, ксилофон, семплування, вібрафон, електронні перкусії, кротале, бек-вокал

### Додатковий персоналії
- Джером Альбертіні – фотографія
- Грег Калбі – мастеринг
- Ману Чао – гітара
- Боб "Стів" Кокс – бубон, голоси, гардон
- Ромен Юмо – аранжувальник
- Жан Ламут – виробництво
- Мішель Льюїс – бек-вокал
- Нік Сансано – клавішні, реалізація
- Лайош Сомлосі – фотографія
- Акош Селевені – бас, кларнет, саксофон (сопрано), саксофон (тенор), калімба, каваль, реалізація, сифлет

## Сертифікати
| Регіон                                                                                          | Сертифікація  | Продажі |
| ----------------------------------------------------------------------------------------------- | ------------- | ------- |
| Бельгія (BEA)                                                                                   | Платиновий    | 50 000* |
| Франція (SNEP)                                                                                  | 2× Платиновий | 900,000 |
| Швейцарія (IFPI Switzerland)                                                                    | Платиновий    | 40 000^ |
| *продажі, що базуються лише на сертифікаціях ^відвантаження, що базуються лише на сертифікаціях |               |         |

## Примтіки
1. ↑  Carreyrou, John. French CEO's Taste for America Is Hard to Swallow Back Home. The Wall Street Journal.
2. ↑  Magazine Rolling Stone, n°18 of February 2010, ISSN 1764-1071
3. ↑  
Ultratop — Goud en Platina — albums 2005. Ultratop. Hung Medien.
4. ↑  
French  album  certifications – Noir Désir – Des Visages des Figures (Французька) . Французька національна профспілка виробників фонограм.
5. ↑  Cadet, Thierry (1 грудня 2010). Noir Désir : " c'est terminé ". chartsinfrance. Процитовано 18 жовтня 2018.
6. ↑  
The Official Swiss Charts and Music Community: Awards ('Des Visages des Figures'). IFPI Switzerland. Hung Medien.